# 资料片
资料片或扩展包（英語：expansion pack、，或简称为），指遊戲開發者在一个自己先前开发的作品基础上，利用该作的游戏引擎和大部分图像数据，增加一些新内容而开发出来的游戏扩展软件，可以增加的部分包括角色、非玩家角色、任务、剧情、物品、敵方頭目等。

## 主要形式
资料片的价格一般比原作便宜不少，非追加下载内容型资料片不需要原作就能运行，例如《戰慄時空系列》(Half-Life)中的〈戰慄時空：關鍵時刻〉(Half-Life: Blue Shift)和《彩虹六號》(Tom Clancy's Rainbow Six Siege)中的〈彩虹六號：重點隱秘軍事行動〉，但追加下载内容型资料片往往需要玩家先行安装原作，如果一个作品有多个资料片，那么最后一个资料片可能会涵盖了前面所有资料片的内容。正因为资料片可以利用原作的大部分系统和图像，这使得公司乐意开发这种低成本，高回报的产品，但前提是，原作得到了玩家的好评，有一定声誉，而資料片能否保持聲譽則不一定。